# Necropoli di Ravanjska Vrata
La necropoli di Ravanjska Vrata, nella municipalità di Kupres, è nella lista delle 30 necropoli medievali di stećak che sono state dichiarate patrimonio mondiale dall'UNESCO nel 2016. L'elenco comprende 22 necropoli in Bosnia ed Erzegovina, 3 rispettivamente in Serbia e Montenegro e 2 in Croazia.
Nella sessione della Commissione per la conservazione dei monumenti nazionali tenutasi il 26 ottobre 2010, la necropoli è stata dichiarata Monumento nazionale della Bosnia ed Erzegovina. Questa decisione è stata presa dalla Commissione composta da Zeynep Ahunbay, Martin Cherry, Amra Hadžimuhamedovic (presidente), Dubravko Lovrenović e Ljiljana Ševo.

## Posizione
La necropoli con lapidi stećci si trova nella Ravanjska Vrata - un passaggio largo circa 100 m, tra il Gradac (l'estremità della Ravašnica) e la Gradina, che collega le vallate carsiche del Vukovsko e Ravanjsko polje.

## Storia
Il territorio di Kupres con oltre 40 necropoli e diversi esemplari di monumenti isolati, con 1055 lapidi stećci registrate, è un'area rappresentativa e tra le meglio studiate della Bosnia occidentale. Le pietre tombali a lastra sono prevalenti; quelle a cassapanca sono in media di dimensioni più piccole e solo un piccolo numero presentano un piedistallo, mentre ci sono sproporzionatamente poche forme di pietre tombali stećci a colmo.
Le decorazioni includono simboli sociali e religiosi e rappresentazioni figurative: croci, cornici, gigli stilizzati, rosette, stelle, mezzelune, corde ritorte, mani che reggono una spada, scudi con spada, spade, arcate, bastoni da anziano, mani, ancore, scene di torneo, ruote, scene di caccia, singole figure umane, figure di animali e altre scene. Nell'area di Kupres, così come nel Duvanjsko polje un po' più a sud, le pietre tombali a colmo sono adornate con un tipo di timpano dalmata che originariamente appariva nei cimiteri tardo-medievali di Cetina, della regione limitrofa e di Imotski, prima della comparsa della stessa forma nei polje della Bosnia occidentale e sudoccidentale.

## Descrizione
La necropoli si compone di due parti, la Necropoli inferiore a est e la Necropoli superiore a ovest. Nella parte della Necropoli inferiore, tagliata dalla strada sterrata che collega Kupres al Ravanjsko Polje, è presente un gruppo di 43 lapidi stećak (20 a lastra, 20 a cassapanca e 3 a timpano), ben lavorate e disposte in direzione nordovest-sudest. 18 esemplari sono decorati: 5 piatti, 10 a cassapanca e 3 a colmo. Nella parte della Necropoli superiore si trovano 25 lapidi stećak, poste senza uno schema specifico in direzione est-ovest. Ci sono molte pietre più grandi e più piccole intorno alla necropoli, su tutti i lati, quindi le lapidi si adattano e in parte si confondono con l'ambiente circostante.
I motivi ornamentali più comuni sono nastri e bordure, rosette, croci e mezzelune, seguiti da stilizzazioni vegetali sotto forma di gigli, scene di caccia e di carretto, mani che reggono una spada, due donne, un uomo con un cavallo, una vite piegata e una corona circolare attorcigliata.
Alcune pietre tombali sono quasi completamente affondate nel terreno e una parte è stata rovesciata. La maggior parte delle lapidi di stećci sono ricoperte di muschi e licheni, e alcune sono visibilmente danneggiate da crepe.
La cava di pietra da cui sono stati tratti gli stećci si trovava nelle immediate vicinanze.
Ad una distanza di 800 metri ci sono altre due necropoli, Trišića njiva e Konopi, e ad ovest della collina Crljenica c'è una necropoli con 25 lapidi stećak.